# Ukraines optagelse i EU
Den 28. februar 2022, kort efter det blev invaderet af Rusland, ansøgte Ukraine om medlemskab af Den Europæiske Union (EU). Ukraines præsident Volodymyr Zelenskyj anmodede om øjeblikkelig optagelse under en "ny særlig procedure", og præsidenterne for otte EU-stater opfordrede til en fremskyndet tiltrædelsesproces. Europa-Kommissionens formand Ursula von der Leyen udtalte, at hun støtter Ukraines optagelse, men at processen vil tage tid. Den 1. marts 2022 anbefalede Europa-Parlamentet, at Ukraine blev gjort til en officiel medlemskabskandidat, og den 10. marts 2022 bad Rådet for Den Europæiske Union Kommissionen om sin udtalelse om ansøgningen.  Den 8. april 2022 indsendte von der Leyen et lovgivningsspørgeskema til Volodymyr Zelenskyj, som Ukraine svarede på den 9. maj.
Den 17. juni 2022 anbefalede Europa-Kommissionen, at Det Europæiske Råd tildeler Ukraine status som kandidat til optagelse i Den Europæiske Union.
Den 23. juni 2022 vedtog Europa-Parlamentet en resolution, der opfordrer til øjeblikkelig tildeling af kandidatstatus til medlemskab af EU til Ukraine. Den 23. juni 2022 gav Det Europæiske Råd Ukraine status som kandidat til optagelse i Den Europæiske Union.

## Kronologi for forbindelserne med Den Europæiske Union
Associeringsaftalen mellem EU og Ukraine blev underskrevet i 2014, efter at en række begivenheder, der havde stoppet dens ratificering, kulminerede med en revolution i Ukraine og væltet af Ukraines dengang siddende præsident Viktor Janukovitj. Det dybe og omfattende frihandelsområde med Ukraine trådte i kraft den 1. september 2017 efter at være blevet anvendt midlertidigt siden den 1. januar 2016, og associeringsaftalen trådte fuldt ud i kraft den 1. september 2017. Den 24. februar 2022 invaderede Rusland Ukraine, hvilket førte til ansøgningen om medlemskab.

## Ansøgning
Efter den russiske invasion af Ukraine i 2022 var der yderligere opfordringer til at starte en formel tiltrædelsesproces: Ukraine gentog sit ønske om at blive medlem af unionen, og EU-Kommissionens præsident, von der Leyen, udtalte, at Ukraine hører til i EU.
Den 28. februar indsendte Ukraine officielt et ansøgningsbrev om medlemskab. På grund af den igangværende krise anmodede præsident Zelenskyj om øjeblikkelig optagelse i Den Europæiske Union efter en særlig procedure. Den 1. marts anbefalede Europa-Parlamentet, efter en debat, hvor Ukraines præsident talte og modtog bifald, at Ukraine blev gjort til en officiel kandidat til EU-medlemskab. Europa-Parlamentet stemte for at fremme Ukraines medlemskab med 637 for, 13 imod og 26 undlod at stemme. 
Den 7. marts sagde EU, at det formelt vil vurdere Ukraines ansøgning, og den 10. marts 2022 bad Rådet for Den Europæiske Union Kommissionen om sin udtalelse om ansøgningen.
Den 8. april 2022 besøgte kommissionsformand von der Leyen, efter at have besøgt Butja i kølvandet på massakren, Kyiv og mødtes med præsident Zelenskyj. Von der Leyen præsenterede Zelenskyj for det lovgivningsmæssige spørgeskema for at påbegynde Ukraines ansøgning og tilbød at fremskynde processen. Borrell meddelte, at EU-delegationen til Ukraine, ledet af Matti Maasikas, vil vende tilbage til Kyiv, efter at den blev evakueret ved krigsudbruddet. Den 17. april 2022 besvarede Ukraine den første del af det lovgivningsmæssige spørgeskema,, mens det svarede på den anden og sidste del den 9. maj 2022.
Den 17. juni 2022 anbefalede Europa-Kommissionen, at Det Europæiske Råd giver Ukraine udsigt til at blive medlem af Den Europæiske Union og kandidatstatus for tiltrædelse. Samtidig med anbefalingen om at godkende kandidatstatus, krævede Bruxelles reformer i Kyiv, hvilket gav en liste med syv punkter:
1. reform af forfatningsdomstolen ;
2. fortsættelse af retsreformen;
3. anti-korruption, herunder udnævnelse af lederen af SAPO;
4. bekæmpelse af hvidvaskning af penge;
5. implementering af den anti-oligarkiske lov;
6. harmonisering af den audiovisuelle lovgivning med europæisk;
7. ændring af lovgivningen om nationale mindretal.

Disse krav skal være opfyldt, for at Ukraine kan bevare sin kandidatstatus, da tildeling af kandidatstatus i juni 2022 ikke er endelig, og EU kan afskaffe den, hvis den officielle Kyiv ignorerer reformdagsordenen.
Den 23. juni 2022 vedtog Europa-Parlamentet en resolution, der opfordrer til øjeblikkelig tildeling af kandidatstatus til medlemskab af EU til Ukraine. Den 23. juni 2022 gav Det Europæiske Råd Ukraine status som kandidat til optagelse i Den Europæiske Union.

## Forhandlinger
Forhandlingerne i juni 2022 er endnu ikke begyndt. Ukraine håbede at indlede forhandlinger senere i 2022 gennem en fremskyndet tiltrædelsesprocedure.

## Offentlige mening

### I Ukraine
91 % af ukrainerne støtter optagelse i Den Europæiske Union under den russiske invasion af Ukraine i 2022 ifølge en meningsmåling foretaget af Rating Sociological Group den 30.-31. marts 2022, op fra 66,4 % i februar 2015.

### I EU
Ifølge en undersøgelse foretaget af Ifop bestilt af Yalta European Strategy og Fondation Jean-Jaurès fra 3. til 7. marts 2022, 92 % af tilhængerne af Ukraines optagelse i EU i Polen, 71 % i Italien, 68 % i Tyskland, og 62% i Frankrig.
Flash Eurobarometer-undersøgelsen gennemført i april i alle EU-lande viser den største støtte til Ukraines optagelse i EU i Portugal, hvor 87 % af de adspurgte støtter denne beslutning. Herefter følger Estland (83 %), Litauen (82 %), Polen (81 %) og Irland (79 %). Ungarerne er de mest skeptiske over for Ukraines tiltrædelse, idet kun 48 % af de adspurgte støtter ideen (37 % imod). Samtidig har Ungarn den største andel af befolkningen, der ikke har taget stilling til dette spørgsmål - 16 % (også i Frankrig og Belgien).